# Кернтен (футбольний клуб)
Футбольний клуб «Кернтен» (нім. Fußballclub Kärnten) — колишній австрійський футбольний клуб з міста Клагенфурт-ам-Вертерзе, заснований у 1920 році. Виступав у Першій лізі. Домашні матчі приймав на стадіоні «Вертерзее-Штадіон», місткістю 18 000 глядачів.
Клуб був розформований у 2009 році у зв'язку з відсутністю фінансування з боку керівництва.
Бренд клубу був викуплений у 2016 році компанією «Global Sports Consulting Limited».

## Титули
- Володар Кубка Австрії (1): 2000-01
- Володар Суперкубка Австрії (1): 2001